# Pfarrkirche Kleinzell im Mühlkreis

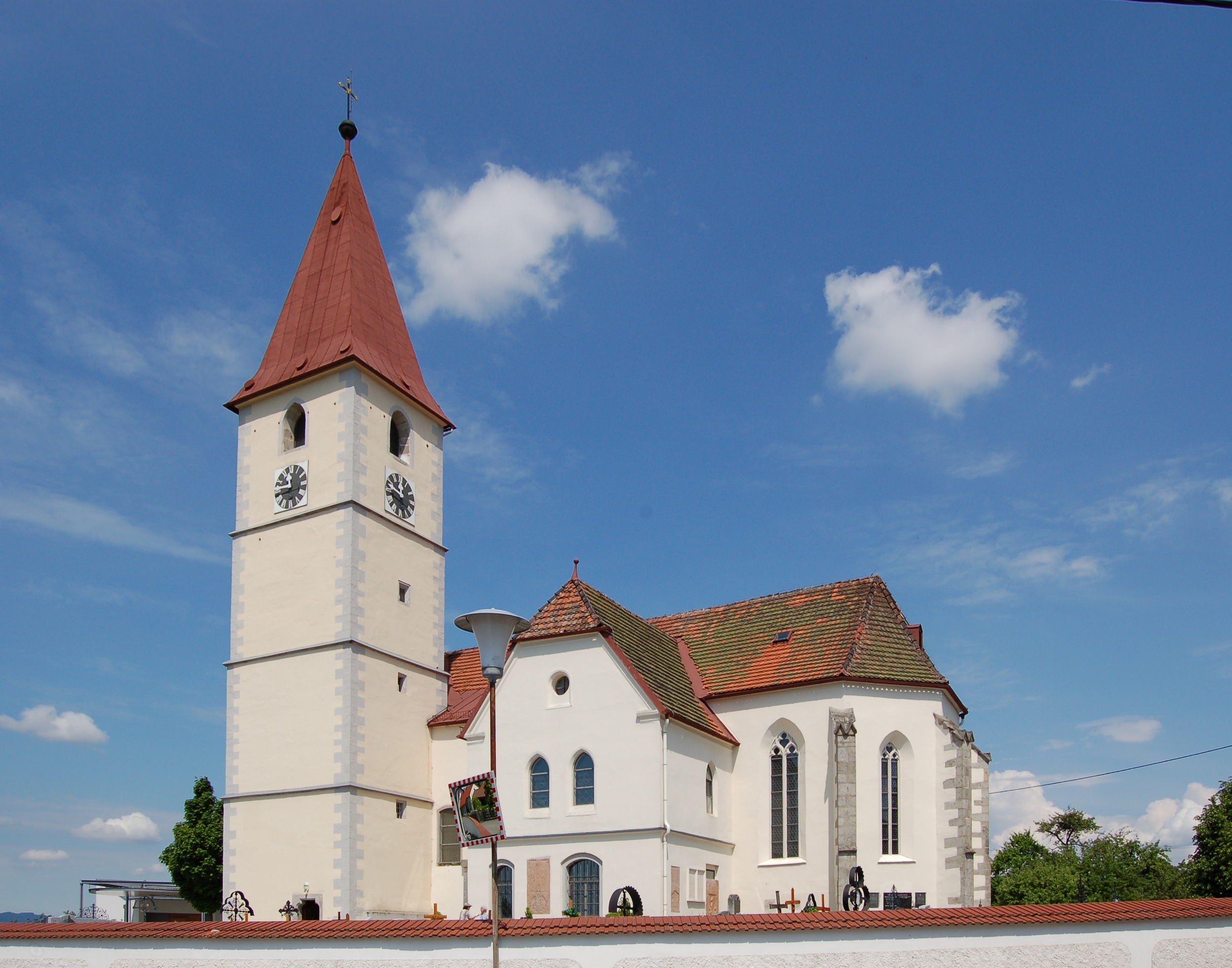
Pfarrkirche Kleinzell

Die Pfarrkirche Kleinzell steht in der Gemeinde Kleinzell im Mühlkreis im oberen Mühlviertel in Oberösterreich. Die römisch-katholische Pfarrkirche hl. Laurentius – dem Stift Sankt Florian inkorporiert – gehört zum Dekanat Altenfelden in der Diözese Linz. Die Kirche steht unter Denkmalschutz.

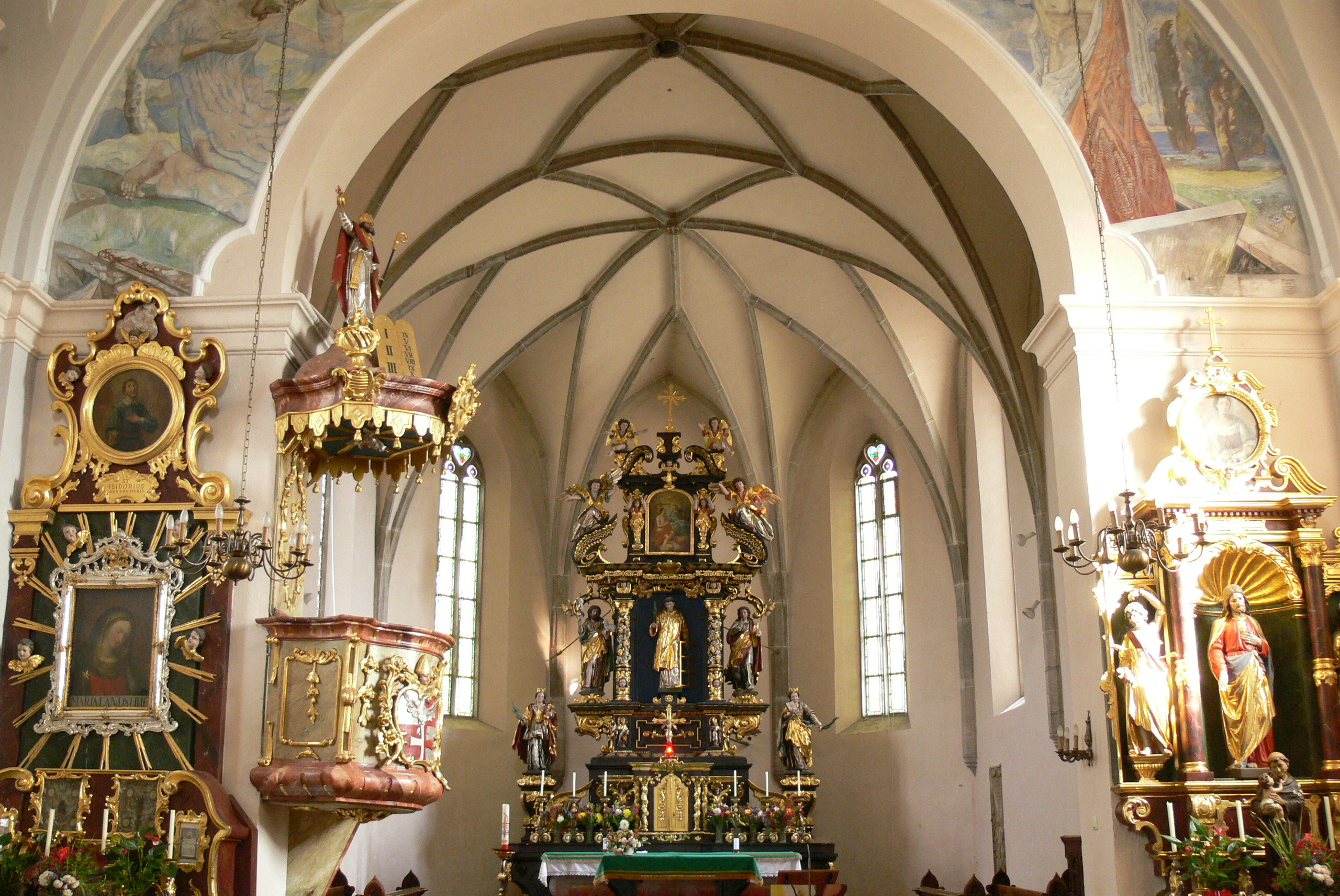
Innenansicht

## Geschichte
Die Kleinzeller Pfarrkirche entstand im 11. Jahrhundert, da noch romanische Bauteile vorhanden sind. Sie wurde um 1450 durch die Hussiten zerstört und 1476 neu gebaut. Es ist ein dreijochiger, um 1760 barockisierter mittelalterlicher Saalbau mit spätbarocker Empore und spätgotischem Chor.
Um 1772 wurde ein Gnadenbild der Landshuter Madonna von Johann Michael Greiter im linken Seitenaltar aufgestellt. Bemerkenswert ist die 1780 gestaltete Rokoko-Kanzel. Einige Statuen stammen von Franz Schmalzl. Die Fresken am Chorbogen stammen von H. Duschek aus 1941.